# 月山 (晋宁区)

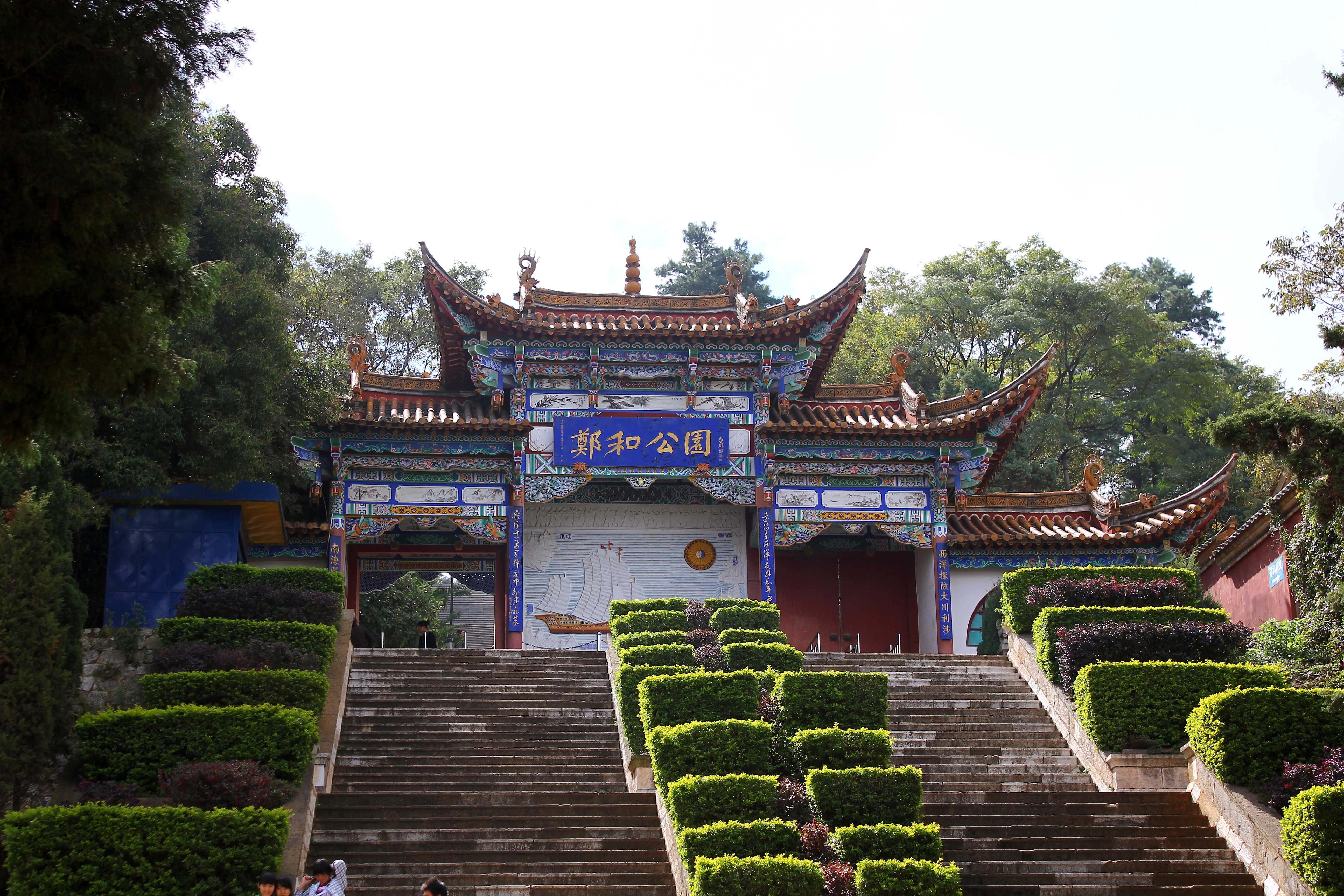
月山上的郑和公园。

月山位于中国云南省晋宁县县城昆阳街道西部，为一平地突起的丘陵，因形似弯月，故名。海拔1951米，面积20平方米。山上建有公园，原名月山公园，后为纪念航海家郑和，1979年改名为郑和公园，公园内有国家重点保护文物马哈只墓碑。为滇池南部重要的旅游点，被列为昆明新十六景之一，名为“月山帆影”。